# Phaenocarpa impressinotum
Phaenocarpa impressinotum är en stekelart som beskrevs av Fischer 1975. Phaenocarpa impressinotum ingår i släktet Phaenocarpa och familjen bracksteklar. Inga underarter finns listade i Catalogue of Life.